# Nkrumahovo mauzoleum
Nkrumahovo mauzoleum je místo posledního odpočinku prvního prezidenta Ghany, otce panafrické myšlenky Kwame Nkrumaha. Kwame Nkrumah bojoval za dekolonizaci Afriky a vybojoval nezávislost Ghany. Nkrumahova rakev byla na toto místo přemístěna z Mauzolea Camayenne, kde leží největší hrdinové Ghany. Nachází se 83  km západně od města Takoradi, ve městě Accra v Ghaně, kde se Nkumah narodil.
Památník leží uprostřed města v místě, kde prožil bývalý prezident své dětství. Místo také slouží jako památník. Skládá se z tropické zahrady se dvěma fontánami ve kterých stojí bronzové sochy. Padmore Museum, které leží přímo za mauzoleem, ukazuje úspěchy, kterých Nkrumah a jeho spojenci dosáhli.